# سولفات تالیم (I)
سولفات تالیم (I) (به انگلیسی: Thallium(I) sulfate) با فرمول شیمیایی Tl۲SO۴ یک ترکیب شیمیایی با شناسه پاب‌کم ۲۴۸۳۳ است. که جرم مولی آن ۵۰۴٫۸۳ g/mol می‌باشد. شکل ظاهری این ترکیب، بلورهای جامد سفید است.